# Tine Høy
Tine Høy (* 1. April 1981) ist eine dänische Badmintonspielerin. 

## Karriere
Tine Høy gewann in Dänemark nach Titeln in den Altersklassen U15 und U17 1999 und 2000 drei nationale Juniorentitel. Bei den Erwachsenen siegte sie 2001 bei den Slovak International. 2002 wurde sie Zweite bei den Dutch International, 2005 Zweite bei den Czech International.

## Sportliche Erfolge
| Saison    | Veranstaltung                                    | Disziplin   | Platz | Name                                     |
| --------- | ------------------------------------------------ | ----------- | ----- | ---------------------------------------- |
| 1994/1995 | Dänemark: Einzelmeisterschaften der Junioren U15 | Damendoppel | 1     | Tine Høy / Pia Pedersen, Viby J          |
| 1996/1997 | Dänemark: Einzelmeisterschaften der Junioren U17 | Dameneinzel | 1     | Tine Høy, Viby J.                        |
| 1996/1997 | Dänemark: Einzelmeisterschaften der Junioren U17 | Damendoppel | 1     | Helle Nielsen, Greve / Tine Høy, Viby J. |
| 1997/1998 | Dänemark: Einzelmeisterschaften der Junioren U17 | Damendoppel | 1     | Helle Nielsen, Greve / Tine Høy, Viby J. |
| 1998/1999 | Dänemark: Einzelmeisterschaften der Junioren U19 | Dameneinzel | 1     | Tine Høy, Viby J.                        |
| 1999/2000 | Dänemark: Einzelmeisterschaften der Junioren U19 | Dameneinzel | 1     | Tine Høy, Viby J.                        |
| 1999/2000 | Dänemark: Einzelmeisterschaften der Junioren U19 | Damendoppel | 1     | Tine Høy, Viby J. / Line Rømer, Herning  |
| 2001      | Slovak International                             | Dameneinzel | 1     | Tine Høy                                 |
| 2002      | Dutch International                              | Damendoppel | 2     | Tine Høy / Karina Sørensen               |
| 2005      | Czech International                              | Damendoppel | 2     | Tine Høy / Karina Sørensen               |